# Emanuel Hiel

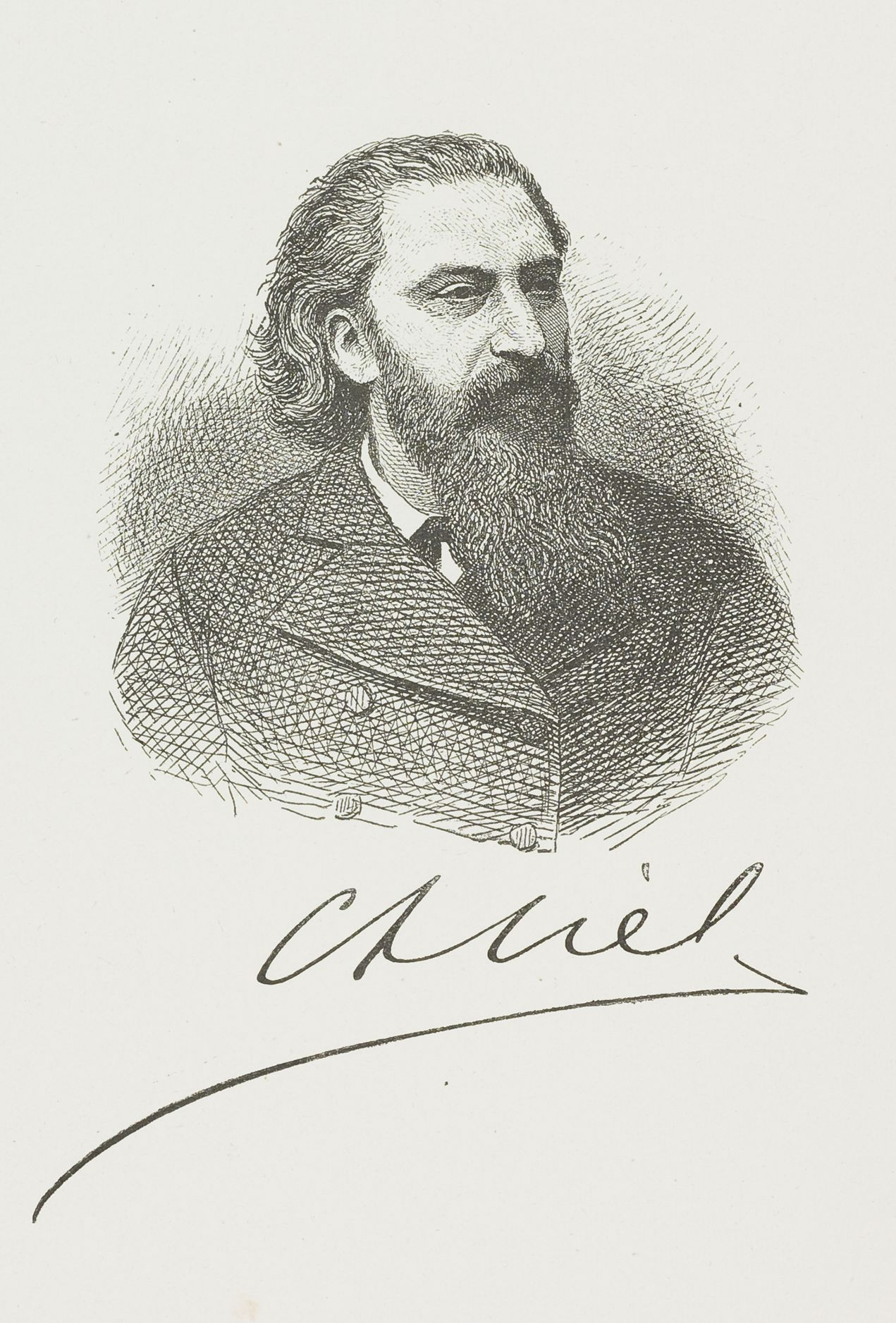
Emanuel Hiel

Emanuel Hiel (* 31. Mai 1834 in Sint-Gillis-bij-Dendermonde, heute Stadt Dendermonde, Belgien; † 27. August 1899 in Schaarbeek, Belgien) war ein flämischer Dichter.

## Leben
Hiel war erst Chef einer Baumwollspinnerei, dann nacheinander Buchhändler und Zollbeamter, bekleidete daraufhin einen Posten im Ministerium des Innern und war Professor der Deklamation am Konservatorium der Musik und Bibliothekar am Industriemuseum in Brüssel.
Ein eifriger Kämpfer für Freiheit und Fortschritt, ist er auch als flämischer Parteiführer und tonangebender Literator hervorzuheben. Als Dichter dürfte er unter den Vertretern der flämischen Lyrik der Zeit unübertroffen dastehen.

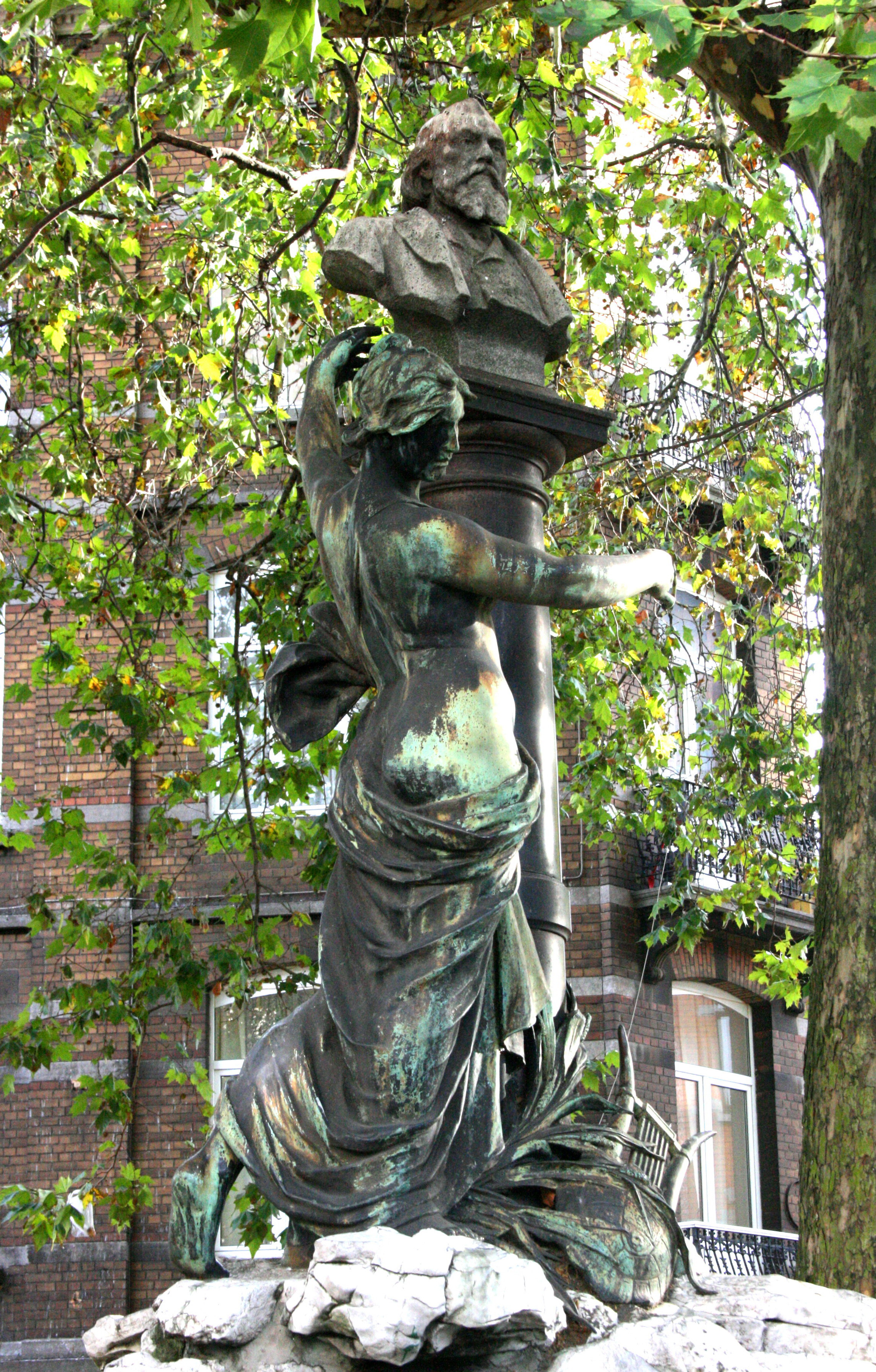
Emanuel Hiel, Büste in Schaarbeek

Außer verschiedenen Gedichtsammlungen, wie Gedichten (Gent 1863) und Nieuwe liedekens (Gent 1861), sind als bedeutend besonders zu erwähnen: die preisgekrönte Hymne De Wind (1869), die beiden umfangreichen Gesänge Lucifer und De Schelde, deren Aufführung (mit Musik von Peter Benoit) Epoche machte, die Vrijheidshymne (von R. Hol komponiert), das Oratorium Prometheus und die der nordischen Sage entlehnte Helga; ferner die Dichtung Breidel en de Conning (1876), welche die Sporenschlacht bei Courtrai von 1302 besingt, und das Drama Jacoba van Beieren (1879).
Daneben war er mit großem Erfolg als Kinderliederdichter aufgetreten mit Liederen voor groote en kleine kinderen, die zu Unterrichtszwecken von Leo van Gheluwe komponiert wurden (Liedersolfege, 1875) und später (1879) in zweiter, sehr vermehrter Auflage und größtenteils den Melodien deutsch-flämischer und flämischer Volkslieder angepasst erschienen.
Schon vorher hatte er eine Reihe neuer, zart empfundener und schwungvoller Gedichte, Bloemeken, een liederkrans (Utrecht 1877) und die lyrisch-dramatische Dichtung Bloemardinne (1877), herausgegeben. Von 1862 bis 1868 erschien außerdem unter Hiels Leitung in Brüssel die patriotische Nederduitsch Maandschrift, die nachher den Titel Nederduitsch Tijdschrift annahm.
Aus späterer Zeit sind seine 1880 zur Feier des 50-jährigen Bestehens der belgischen Unabhängigkeit gedichteten Festlieder Belgenland und Eer Belgenland, die zu den kräftigsten lyrischen Ergüssen des Dichters gehören, hervorzuheben. Eine Sammlung von Hiels Gedichten erschien in drei Bänden (Volledige dichtwerken, Rousselaere 1885).
Das Internationale Freimaurer-Lexikon gibt ihn ohne weitere Angaben als Freimaurer an.